# Municipio de St. Joe
El municipio de St. Joe (en inglés: St. Joe Township) es un municipio ubicado en el condado de Searcy en el estado estadounidense de Arkansas. En el año 2010 tenía una población de 390 habitantes y una densidad poblacional de 5,01 personas por km².

## Geografía
El municipio de St. Joe se encuentra ubicado en las coordenadas 35°59′13″N 92°51′15″O / 35.98694, -92.85417. Según la Oficina del Censo de los Estados Unidos, el municipio tiene una superficie total de 77.9 km², de la cual 77,28 km² corresponden a tierra firme y (0,79 %) 0,62 km² es agua.

## Demografía
Según el censo de 2010, había 390 personas residiendo en el municipio de St. Joe. La densidad de población era de 5,01 hab./km². De los 390 habitantes, el municipio de St. Joe estaba compuesto por el 93,33 % blancos, el 3,08 % eran amerindios, el 0,77 % eran de otras razas y el 2,82 % eran de una mezcla de razas. Del total de la población el 2,82 % eran hispanos o latinos de cualquier raza.